# Tobias Alves
Tobias Alves Rodrigues (Miguelópolis, 23 de julho de 1933 – Goiânia, 21 de dezembro de 2014) foi um advogado, professor, agropecuarista e político brasileiro radicado em Goiás.

## Dados biográficos
Filho de Tobias Alves Rodrigues e Aurora Alves do Nascimento. Advogado formado em 1967 pela Universidade Federal de Goiás, fora eleito vereador de Goiânia pelo MDB em 1966 e deputado estadual em 1970 e 1974. Suplente de deputado federal em 1978, chegou a exercer o mandato mediante convocação e durante a interinidade de Daniel Antônio como prefeito de Goiânia, foi secretário municipal e com a criação do PMDB foi presidente do diretório metropolitano na capital goiana.
Eleito deputado federal em 1982, votou pela Emenda Dante de Oliveira em 1984 e em Tancredo Neves no Colégio Eleitoral em 1985. Derrotado ao buscar a reeleição, foi secretário de Educação no governo Henrique Santillo até 1988 quando assumiu uma cadeira no Tribunal de Contas dos Municípios de Goiás, corte a qual presidiu entre 1996 e 1997.